# Achtzehnbittengebet
Das Achtzehnbittengebet (auch Achtzehngebet) (hebräisch שמנה עשרה Schemone Esre, deutsch ‚achtzehn‘), oft Amida (עמידה von עמד ‚stehend‘) oder Tefilla (תפילה ‚Gebet‘) genannt, ist das Hauptgebet im jüdischen Gottesdienst. Zu Beginn des Gebets wird der Name des Allmächtigen geheiligt, dieser Abschnitt des Gebets wird Keduscha bezeichnet, sie wird nur von einem Minjan gesprochen. Das bedeutet, dass zehn Männer anwesend sein müssen. Das Gebet der Amida wird, wie sein hebräischer Name sagt, stehend dargebracht. Der Betende verbeugt sich an vier Punkten in der Amida: am Anfang und am Ende von zwei Segnungen, Avot und Hoda’ah.
Gläubige Juden rezitieren die Amida bei jedem der drei Gebetsgottesdienste an einem typischen Wochentag: Morgen (Schacharit), Nachmittag (Mincha) und Abend (Ma'ariv). Eine vierte Amida (Mussaf) wird am Schabbat, Rosch Chodesch und jüdischen Festen nach der morgendlichen Toralesung rezitiert. Eine fünfte Amida (Neïlah) wird nur einmal im Jahr bei Sonnenuntergang zum Yom Kippur rezitiert.

## Bezeichnung
Schemone Esre ist die in der aschkenasischen Tradition verbreitete Bezeichnung, die auf die Anzahl der Bitten in der Version aus Eretz Israel für die Wochentage zurückgeht. Da das Gebet in der heute üblichen, ursprünglich babylonischen Fassung jedoch 19 Bitten zählt, hat sich die vor allem im sephardischen Judentum gebräuchliche Bezeichnung Amida durchgesetzt. Diese bezieht sich darauf, dass das Gebet immer im Stehen gesprochen wird. Im Talmud wird das Gebet schlicht als Tefilla, „Gebet“, bezeichnet, da es das Gebet schlechthin darstellt.

## Inhalt und Struktur
Die Amida besteht aus einem Anfangsteil mit drei Brachot (Segenssprüchen)
- Awot „Erzväter“,
- Gewurot „Machterweise“ und
- Keduschat ha-Schem „Heiligung Gottes“,

einem Hauptteil, der sich auf konkrete Anliegen des Tages bezieht. An Wochentagen besteht er aus 13 Bitten für ein jüdisches Leben, am Schabbat aus einer Bitte für einen guten Ruhetag, an Festtagen entsprechend für das jeweilige Fest. Im Mussafgebet am Schabbat und Festtagen enthält er die Opferbestimmungen, im Mussafgebet an Rosch ha-Schana drei Abschnitte über Gottes Königtum, Gottes Erinnerung und das Schofarblasen.
Der Schluss besteht wiederum aus drei Brachot
- Awoda „Tempeldienst“,
- Hoda'a „Dank“ und
- Birkat Schalom „Priestersegen und Friedensbitte“.

Die ersten und letzten drei Segensprüche sind immer gleich.
| Nummer (Werktag) | Hebräisch          | Werktag                    | Schabbat               | Nummer (Schabbat) |
| ---------------- | ------------------ | -------------------------- | ---------------------- | ----------------- |
| 1                | Awot               | „Erzväter“                 | „Erzväter“             | 1                 |
| 2                | Gewurot            | „Machterweise“             | „Machterweise“         | 2                 |
| 3                | Keduschat ha-Schem | „Heiligung Gottes“         | „Heiligung Gottes“     | 3                 |
|                  |                    |                            | „Heiligkeit des Tages“ | 4                 |
| 4                | Binah              | Einsicht                   |                        |                   |
| 5                | Teshuvah           | Rückkehr                   |                        |                   |
| 6                | Selichah           | Verzeihung                 |                        |                   |
| 7                | Geulah             | Erlösung                   |                        |                   |
| 8                | Refuah             | Heilung / Heiligung        |                        |                   |
| 9                | Birkat ha-Schanim  | segensreiches Jahr         |                        |                   |
| 10               | Galujot            | (Sammlung der) Zerstreuten |                        |                   |
| 11               | Birkat ha-Din      | Gericht                    |                        |                   |
| 12               | Birkat ha-Minim    | gegen Verleumdung          |                        |                   |
| 13               | Zaddikim           | die Gerechten              |                        |                   |
| 14               | Bo'ne Jerushalajim | Erbauer Jerusalems         |                        |                   |
| 15               | Birkat David       | Herrschaft Davids          |                        |                   |
| 16               | Tefillah           | (Erhören des) Gebets       |                        |                   |
| 17               | Awoda              | „Tempeldienst“             | „Tempeldienst“         | 5                 |
| 18               | Hoda'a             | „Dank“                     | „Dank“                 | 6                 |
| 19a              | Birkat Kohanim     | „Priestersegen“            | „Priestersegen“        |                   |
| 19b              | Birkat Schalom     | „Friedensbitte“            | „Friedensbitte“        | 7                 |

## Ursprung
Der älteste Beleg für den Text der Amida stammt aus dem 9. Jahrhundert (Seder Raw Amram Gaon). Bereits die Mischna (um 200) erwähnt aber die Themen der Brachot. Allein die Themen der Bitten waren religionsgesetzlich festgelegt, ihre Formulierung war frei. Die Fixierung begann im 9. Jahrhundert, in den Gebetbüchern verschiedener jüdischer Denominationen ist die Amida heute nicht identisch.

## Hinzufügung einer zusätzlichen Bitte
Nach einer heute überholten wissenschaftlichen Theorie, die im Wesentlichen auf den Liturgiewissenschaftler Ismar Elbogen zurückgeht (Geschichte des jüdischen Gottesdienstes, Berlin 1913) und auf einer Legende im Talmud-Traktat Berachot basiert, erklärte man die Tatsache, dass ein „18-Bitten-Gebet“ aus 19 Bitten besteht, folgendermaßen:
Nach der Zerstörung des Jerusalemer Tempels gestattete Vespasian den Juden die Gründung einer Akademie in Javne. In der Akademie wurde die Schule des rabbinischen Gelehrten Hillel bestimmend. So wurde der zwölften Bitte folgende Fassung gegeben:
„Den Verleumdern sei keine Hoffnung, und alle Ruchlosen mögen im Augenblick verloren sein, alle Feinde deines Volkes mögen rasch ausgerissen werden, und die Trotzigen schnell entwurzle, zerschmettre und demütige. Gelobt seist du, Ewiger, der du die Feinde zerbrichst und Trotzige demütigst.“
Zitat nach: Sidur Sefat Emet, Victor Goldschmidt Verlag Basel 1964, S. 43.
Inzwischen aber hat man in der Kairoer Geniza antike Handschriften mit dem Text der Amida gefunden und festgestellt, dass die Textzeugnisse der palästinischen Tradition 18 Bitten enthalten, diejenigen der babylonischen jedoch 19. Nach babylonischer Anschauung darf eine Bitte nur einen Inhalt haben. In der 14. Bitte der Amida ging es aber ursprünglich um den Wiederaufbau Jerusalems und um das Kommen des Messias. Diese Bitte ist in den babylonischen Versionen, geteilt: Bitte 14 erbittet den Wiederaufbau Jerusalems, Bitte 15 das Kommen des Sprosses Davids, des Messias. Durchgesetzt hat sich die babylonische Variante und damit 19 Bitten im Wochentagsgebet.